# Skadi

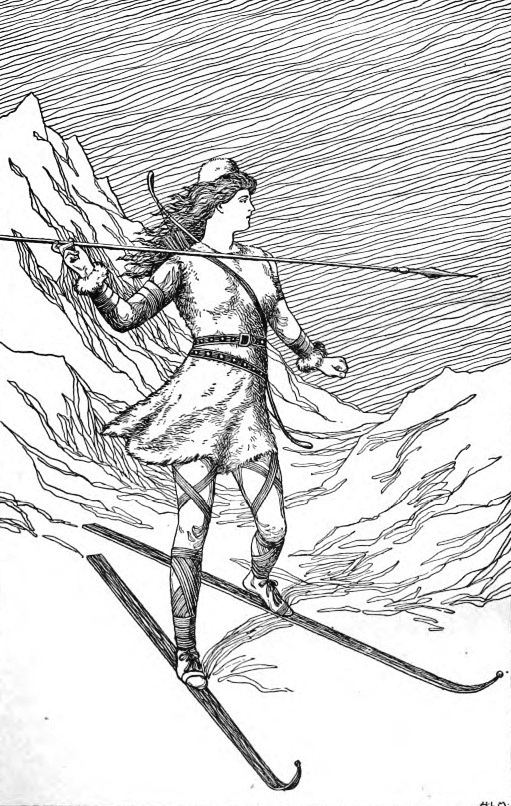
Skadi vânând în munți (1901) de H. L. M.

În mitologia nordică Skadi este o gigantă, întruchiparea iernii și soția lui Njord. După ce tatăl ei, Thiazi a fost ucis de zei, Skadi a dorit răzbunare. Pentru a nu se revolta i s-a oferit în schimb căsătoria cu unul din zei și chiar libertatea de a-și alege viitorul soț. Însă în timpul alegerii avea voie să vadă doar picioarele zeilor. Skadi îl alege pe Njord crezând că picioarele acestuia sunt de fapt ale lui Baldur și cei doi se căsătoresc. Mariajul nu este unul fericit întrucât Skadi vrea să locuiască în Thrymhein, în munți, iar Njord preferă palatul său de lângă mare, din Noatun. În cele din urmă, Skadi îl părăsește pe Njord în favoarea lui Ull.